# Kaple Panny Marie Lurdské (Hrdějovice)
Kaple Panny Marie Lurdské, také někdy nazývaná kaple Panny Marie Těšínské, v Hrdějovicích, v místní části zvané Těšín, byla v současné podobě postavena v letech 1888–1889, a to v novogotickém slohu. O stavbu poutní kaple se zasloužila hlavně Kongregace Sester Nejsvětější Svátosti a dále pak Kongregace bratří Nejsvětější Svátosti. Současná kaple byla vysvěcena 15. září 1889 za účasti cca 5 000 lidí. V roce 1988 obec Hrdějovice kapli opravila a v roce 2014 byla upravena i studánka.
U kaple je pramen s údajně léčivou vodou – již v 16. století zde stávala dřevěna kaplička, která později byla nahrazena barokní zděnou kaplí. Tato kaple byla za josefinských reforem zbořena. Soška Pany Marie ze začátku 16. století byla přenesena do návesní kaple. V roce 1810 zde byla postavena kaplička nová.Před kaplí je stromořadí, které bylo vysázeno v roce 1946 a které bylo nazváno "Alej svobody".